# Macropipidae
Famille
Les Macropipidae sont une famille de crabes. Elle comporte trente espèces actuelles et plus de quarante fossiles dans 21 genres dont 13 fossiles. Ces espèces étaient auparavant considérées comme des Portunidae,.

## Liste des genres
- genre Bathynectes Stimpson, 1871
- genre Coenophthalmus A. Milne-Edwards, 1879
- genre Echinolatus Davie & Crosnier, 2006
- genre Macropipus Prestandrea, 1833
- genre Necora Holthuis, 1987
- genre Nectocarcinus A. Milne-Edwards, 1860
- genre Parathranites Miers, 1886
- genre Raymanninus Ng, 2000
- genre † Boschettia Busulini, Tessier, Beschin & De Angeli, 2003
- genre † Falsiportunites Collins & Jakobsen, 2003
- genre † Gecchelicarcinus Beschin, Busulini, De Angeli & Tessier, 2007
- genre † Maeandricampus Schweitzer & Feldmann, 2002
- genre † Megokkos Schweitzer & Feldmann, 2000
- genre † Minohellenus Karasawa, 1990
- genre † Ophthalmoplax Rathbun, 1935
- genre † Pleolobites Remy, 1960
- genre † Pororaria Glaessner, 1980
- genre † Portufuria Collins, Schulz & Jakobsen, 2005
- genre † Portunites Bell, 1858
- genre † Proterocarcinus Feldmann, Casadío, Chirino-Gálvez & Aguirre-Urreta, 1995
- genre † Rhachiosoma Woodward, 1871

Selon Paleobiology Database (31 janvier 2019) :
- genre Boschettia
- genre Faksecarcinus
- genre Falsiportunites
- genre Macropipus
- genre Megokkos
- genre Minohellenus
- genre Necora
- genre Parathranites
- genre Pleolobites
- genre Portufuria
- genre Portunites
- genre Rhachiosoma

## Publication originale
- (en) W. Stephenson et B. Campbell, « The Australian Portunids (Crustacea: Portunidae). IV. Remaining Genera », Marine and Freshwater Research, vol. 11, no 1,‎ 1960, p. 73-122 (ISSN 1323-1650 et 1448-6059, DOI 10.1071/MF9600073, lire en ligne).